# Muricea hispida
Muricea hispida is een zachte koraalsoort uit de familie Plexauridae. De koraalsoort komt uit het geslacht Muricea. Muricea hispida werd in 1866 voor het eerst wetenschappelijk beschreven door Verrill. 